# إدوارد ستون باركر
إدوارد ستون باركر (بالإنجليزية: Edward Stone Parker)‏ هو سياسي أسترالي وبريطاني (وحمل سابقاً جنسية المملكة المتحدة لبريطانيا العظمى وأيرلندا)، ولد في 17 مايو 1802 في المملكة المتحدة، وتوفي في 27 أبريل 1865. انتخب عضو المجلس التشريعي الفيكتوري.